# Буранов, Николай Алексеевич
Николай Алексеевич Буранов (22 апреля 1920, Надеждинск, Екатеринбургская губерния — 23 ноября 1991, Санкт-Петербург) — советский живописец, член Ленинградского Союза художников.

## Биография
Родился 22 апреля 1920 года в городе Надеждинске Екатеринбургской губернии в рабочей семье.
В 1937—1939 годах занимается в Свердловском художественном училище. После третьего курса призывается в Красную Армию, где прослужил до конца Великой Отечественной войны.
После демобилизации возвращается к учёбе. Окончив училище, работает в Серове во дворце культуры художником-оформителем. В 1954 году поступил на живописный факультет Ленинградского института живописи, скульптуры и архитектуры имени И. Е. Репина, который окончил в 1960 по мастерской И. Серебряного с присвоением квалификации художника живописи. Дипломная работа — картина «Хлеб».
После защиты диплома занимался в творческой мастерской Бориса Иогансона. В 1962 году принят в члены Ленинградского Союза художников. Участвовал в выставках с 1960 года, экспонируя свои работы вместе с произведениями ведущих мастеров изобразительного искусства Ленинграда. Писал жанровые картины, пейзажи, натюрморты. Работал на творческой базе ленинградских художников в Старой Ладоге. Автор картин «Весна» (1965), «Рыбы. Натюрморт», «Цветы. Натюрморт» (обе 1968), «Натюрморт с раками» (1969), «Коршун» (1971), «Налимы» (1972), «На Мсте» (1973), «Олино звено» (1975), «Осенью. Натюрморт» (1977), «Осень перламутровая» (1978), «Под яблоней», «Полевые цветы» (обе 1980), «Белая сирень» (1984) и др.
Скончался 23 ноября 1991 года в Санкт-Петербурге на 72-м году жизни от ишемической болезни сердца.
Произведения Н. А. Буранова находятся в музеях и частных собраниях России, Украины, Японии, Франции, Великобритании и других стран.

## Выставки
- 1965 год (Ленинград): Весенняя выставка произведений ленинградских художников.
- 1968 год (Ленинград): Осенняя выставка произведений ленинградских художников.
- 1969 год (Ленинград): Весенняя выставка произведений ленинградских художников.
- 1973 год (Ленинград): Натюрморт. Выставка произведений ленинградских художников.
- 1974 год (Ленинград): Весенняя выставка произведений ленинградских художников.
- 1975 год (Ленинград): Наш современник. Зональная выставка произведений ленинградских художников.
- 1978 год (Ленинград): Осенняя выставка произведений ленинградских художников.
- 1980 год (Ленинград): Зональная выставка произведений ленинградских художников.